# Mahāparinirvāṇasūtra
Il Mahāparinirvāṇasūtra è un sūtra proprio di alcune scuole del Buddismo dei Nikāya contenuto in diverse versioni all'interno della sezione  Āhánbù del Canone buddista cinese. 
Esso è correlato alla sua versione in lingua pāli, il  Mahāparinibbāṇasutta, contenuto nel Dīgha Nikāya (16) del Canone pāli, ma non va confuso con il Mahāyāna Mahāparinirvāṇasūtra, contenuto sempre nel Canone buddista cinese ma nella sezione  Nièpánbù.
Di questo sūtra conserviamo le seguenti edizioni nel Canone buddista cinese:
1. Il 佛般泥洹經 (Fo bānníhuán jīng; giapponese: Butsu hannion kyō) al T.D. 5; tradotto da  Bó Fǎzǔ (白法祖) alla fine del III secolo (forse da attribuire a Zhī Qiān, 支謙, sempre nel III secolo); di questa versione conserviamo in lingua italiana la traduzione del sinologo Carlo Puini, operata nel 1911 direttamente dal cinese e pubblicata in Lanciano.
2. Il 遊行經 (Yóuxíng jīng; giapponese:  Yugyō kyō) al T.D. 1; tradotto da Buddhayaśas (佛陀耶舍) e Zhú Fóniàn (竺佛念) nel 412 è di scuola Dharmaguptaka;
3. Il 般泥洹經 (Bān níhuán jīng; giapponese: Hatsu naion kyō) al T.D. 6; la traduzione è anonima ed attestabile tra il III e il IV secolo;
4. Il 雨勢經 (Yǔshì īng; giapponese: Usei kyō) al T.D. 26; la traduzione è di Saṃghadeva (瞿曇僧伽提婆) nel 397-398;
5. Il 大般涅槃經 (Dà bānnièpán jīng; giapponese: Dai hatsu nehan kyō) al T.D. 7; tradotto da Fǎxiǎn (法顯) nel 405 in tre rotoli;
6. Negli ultimi cinque rotoli del Mūlasarvâstivāda-vinaya (根本說一切有部毘奈耶雜事, Gēnběn shuō yīqiè yǒubù pínàiyé záshì; giapponese: Konpon setsu issaiubu binaya zatsuji) al T.D. 1451; tradotto da Yìjìng (義淨) nel 710.

## Contenuto
Racconta gli eventi dell'ultimo anno di vita del Buddha Śākyamuni dove il suo assistente e discepolo Ānanda svolge un ruolo di rilievo. Vengono narrati nel dettaglio anche il parinirvāṇa del Buddha e la sua cremazione.